# Hermsdorf, Berlin
För andra betydelser, se Hermsdorf.
Hermsdorf, på tyska formellt Ortsteil Berlin-Hermsdorf, är en stadsdel (Ortsteil) i norra utkanten av Berlin i Tyskland. Administrativt tillhör Hermsdorf stadsdelsområdet Reinickendorf och ligger i dess norra del. Stadsdelen har 16 220 invånare (år 2014).

## Geografi
Stadsdelen Hermsdorf ligger vid Berlins norra stadsgräns, mot kommunen Glienicke/Nordbahn i Brandenburg.  Gränsen bildar här en skarp inbuktning i Berlin, benämnd Entenschnabel ("Anknäbben"), känd genom de komplikationer för Berlinmuren som detta medförde. Inom stadsdelsområdet Reinickendorf gränsar kommunen mot stadsdelarna Lübars i öster, Waidmannslust i sydost, Tegel i sydväst och Frohnau i nordväst.
Utefter stadsdelens sydöstra gräns rinner bäcken Tegeler Fliess.

## Historia
Omkring slutet av 1000-talet uppstod en slavisk bosättning vid Tegeler Fliess. Denna koloniserades av tyska bosättare omkring år 1230 i samband med Ostsiedlung, men behöll länge sin slaviska befolkning och karaktär. En träkyrka uppfördes på platsen, sedermera 1756 ersatt med den nuvarande bykyrkan i sten. Byn omnämns första gången i skriftliga källor 1349 som Hermanstorp. Vid denna tid bildades byns gods med adelsfamiljen Milow som godsägare. Under 1600-talet var släkten von Götze zu Rosenthal godsherrar. Ortens herrgård brändes ned 1640 i samband med trettioåriga kriget. 
År 1865 fick byn ett postkontor och 1877 anslöts byn till järnvägen norrut från Berlin. Orten kallades vid denna tidpunkt Hermsdorf in der Mark. Genom järnvägen kom orten snabbt att växa som pendlarförort till Berlin. Ett gas- och vattenverk samt en brandstation anlades 1907 respektive 1914. 1920 blev orten del av Stor-Berlin.

## Kända Hermsdorfbor
Bland personer med anknytning till Hermsdorf märks:
- Max Beckmann, konstnär och författare, bodde i Hermsdorf 1907-1914.
- Erich Kästner, författare, bosatt i Hermsdorf 1966-1969.
- Gustav Landauer, anarkist, bosatt i Hermsdorf 1902-1908.
- Nico, medlem av rapgruppen K.I.Z., växte upp i Hermsdorf.
- Desirée Schumann (född 1990), fotbollsspelare.
- Michael Sommer, fackordförande för Deutscher Gewerkschaftsbund.
- Farin Urlaub, artistnamn för Jan Vetter, medlem i Die Ärzte, gick i skolan i Hermsdorf.